# Mindfulness-based stress reduction
Il programma di riduzione dello stress basato sulla mindfulness (mindfulness-based stress reduction, MBSR) è un programma che utilizza la mindfulness per aiutare persone che soffrono di un insieme di condizioni e di problemi esistenziali; tali esigenze, in passato, difficilmente trovavano adeguato trattamento in ambito ospedaliero. Sviluppata presso il centro medico dell'Università del Massachusetts negli anni 1970 dal professor Jon Kabat-Zinn, la MBSR usa una combinazione di meditazione mindfulness, consapevolezza del corpo e yoga per guidare i praticanti verso una maggiore consapevolezza.
I programmi MBSR sono stati proposti per un ampio spettro di condizioni tra cui la riduzione dello stress. Alcuni studi fondati su ricerca clinica hanno documentato vari benefici alla salute fisica e mentale arrecati dalla mindfulness in diverse categorie di pazienti e pure in adulti e bambini sani.
La pratica MBSR si propone anche di mitigare gli effetti nocivi dello stress cronico, in particolare riconoscendo i casi di attivazione (per lo più non necessari, nella nostra esperienza quotidiana) del meccanismo della reazione di attacco o fuga. La pratica MBSR si presta intuitivamente a contrastare la naturale tendenza a vagare della mente umana. Ancorché la MBSR affondi le proprie radici in dottrine spirituali, il programma di per sé ha carattere non religioso.

## Storia
Il concetto di mindfulness esiste da più di cinquemila anni. 
Molti attribuiscono all'insegnamento della MBSR il merito di aver inserito la mindfulness nel panorama culturale tradizionale dell'Occidente.
Nel 1979 Kabat-Zinn fondò la Mindfulness Based Stress Reduction Clinic presso l'università del Massachusetts e quasi vent'anni dopo creò il Center for Mindfulness in Medicine. Entrambe le istituzioni favorirono la crescita e l'adozione della MBSR negli ospedali di tutto il mondo. Oggi circa l'80% delle scuole mediche offrono qualche elemento di addestramento mindfulness e sono sorti sempre più numerosi centri di ricerca ed istruzione dedicati a questo approccio terapeutico.

## Visione complessiva
La MBSR è stata descritta come "un programma di gruppo concentrato sulla progressiva acquisizione di un'attenta consapevolezza." Il programma MBSR è un laboratorio di otto settimane che implica incontri settimanali (lezioni di due ore) ed una giornata piena di "ritiro" (pratica mindfulness di sei ore) tra la sesta e la settima sessione, pratica formale a casa (almeno 45 minuti di meditazione quotidiana, sei giorni la settimana), e istruzione in tre tecniche formali: meditazione mindfulness, body scanning e semplici posizioni yoga. Il body scanning (indicato anche come body scan nell'uso linguistico italiano) è la prima tecnica mindfulness formale prolungata insegnata durante le prime quattro settimane del laboratorio e comporta lo stendersi pacatamente sulla schiena concentrando l'attenzione su varie regioni del corpo, a partire dalle dita del piede per giungere progressivamente e con lentezza alla sommità del capo.
L'MBSR è basata su questi cardini: astensione dal giudizio, astensione dalla lotta, accettazione, lasciar andare, mente del principiante, fiducia, distacco dai propri processi mentali.
Secondo Kabat-Zinn, la mindfulness può considerarsi una facoltà umana universale atta a propiziare la chiarezza del pensiero e la franchezza, e lo scopo della mindfulness è conservare la consapevolezza momento per momento, svincolandosi da un forte attaccamento a credenze, pensieri o emozioni, in tal modo sviluppando un maggior senso di equilibrio emozionale e benessere. Chi si dedica alla mindfulness mitiga gli atteggiamenti autocritici, il rimuginare sul passato o l'arrovellarsi sul futuro.
Per conseguire la qualifica di Center for Mindfulness Certified MBSR teacher, ("insegnante certificato dal Center for Mindfulness"), si deve completare un corso di sette giorni presso il centro stesso. Per la piena certificazione come istruttore di MBSR, gli aspiranti devono completare 6 corsi presso il centro in un periodo di 36 mesi.

## Diffusione della pratica
Secondo un articolo comparso nel 2014 sul settimanale Time, la meditazione mindfulness si sta diffondendo tra persone che normalmente non avrebbero preso in considerazione la meditazione. Il protocollo iniziato da Kabat-Zinn al centro medico dell'università del Massachusetts ha prodotto circa mille istruttori certificati MBSR che ora sono presenti in ogni stato USA e in più di 30 altri Paesi. Imprese come General Mills hanno reso disponibili per i loro dipendenti o previsto delle stanze per la meditazione. Il membro democratico del Congresso Tim Ryan nel 2012 ha pubblicato il libro A Mindful Nation e ha contribuito ad organizzare periodi regolari di meditazione di gruppo a Capitol Hill.
I programmi di mindfulness sono entrati nelle scuole, nelle società per azioni di Wall street, nelle aziende della Silicon valley, negli studi legali e nelle agenzie governative, comprese le forze armate statunitensi.

## Valutazione dell'efficacia

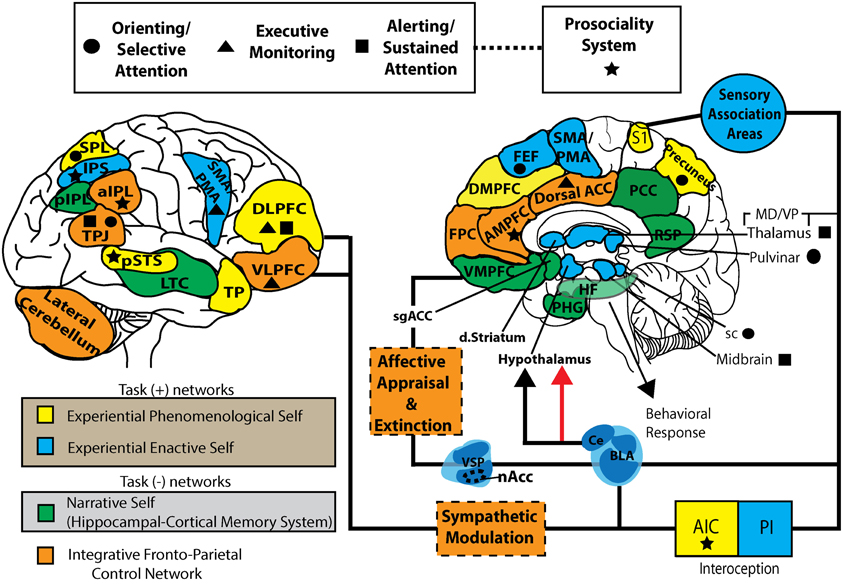
Mindfulness e cervello

Vi sono numerosi ambiti in cui gli interventi mindfulness hanno mostrato di produrre risultati vantaggiosi. Vanno ricordati il dolore cronico, la sindrome depressiva, l'ansia, e il trattamento della tossicodipendenza. Nei pazienti oncologici, la MBSR sembra apportare miglioramenti psicologici, come pure nei marcatori biologici. Alcuni studi hanno anche riferito che l'addestramento MBSR riduce la reazione infiammatoria post-stress (compresa la interleuchina 6) e aumenta l'attività della telomerasi, e che la MBSR può essere efficace per il trattamento sintomatico del disturbo post traumatico da stress. Inoltre, la MBSR può impedire o ritardare l'esordio della sindrome di Alzheimer.

## Implicazioni sul cervello
Gli effetti della mindfulness sul cervello sono stati studiati usando tecniche di risonanza magnetica, misurazioni psicologiche e test del comportamento. Le tecniche di risonanza magnetica suggeriscono che le pratiche mindfulness quali la meditazione mindfulness siano associate a cambiamenti in corteccia cingolata anteriore, insulare, giunzione temporo-parietale, rete fronto-limbica e nel default mode network. Il default mode network viene proposto come potenziale marcatore biologico per osservare i benefici terapeutici della meditazione.